# Дом губернского правления (Выборг)
Дом губернского правления — жилое и административное здание в Выборге, построенное в конце XVIII века и перестраивавшееся в XIX веке по проектам архитекторов Й. Х. Штрольмана и И. Е. Иогансона. Расположенный на углу Крепостной и Красноармейской улиц в центре города Выборга двухэтажный дом в стиле русского классицизма включён в перечень памятников архитектуры.

## История
Угловой каменный дом был возведён в 1793 году на главной улице Выборга, носившей название Екатерининская, после опустошительного пожара, уничтожившего значительную часть городской застройки. Здание, изначально одноэтажное, в дальнейшем было расширено, и жилые помещения стали сдаваться внаём. В 1797 году дом был снят для генерал-фельдмаршала М. Ф. Каменского, ненадолго назначенного командующим Финляндской дивизией (после упразднения Выборгского наместничества должность называлась «инспектор инфантерии Финляндской инспекции», а позднее — военный губернатор Выборгской губернии). В 1797—1799 и в 1801—1802 гг. должность занимал М. И. Кутузов, в 1799—1800 гг. К. Р. Врангель, а в 1800 году — А. И. Горчаков.
В 1804 году дом был приобретён в казну для Выборгского губернского правления, размещавшегося в здании до пожара 1817 года. По заказу выборгских купцов Петра Чусова и Тимофея Тиханова в 1821 году городским архитектором Штрольманом (швед. Johan Henrik Stråhlman) был разработан проект перестройки сгоревшего дома. Отремонтированный двухэтажный дом стал примером «уютного провинциального классицизма», который в Выборге называли «стилем Екатерины II». Для зданий этого периода характерными чертами являются трёхчастная классическая схема главного фасада с портиком из ионических пилястр и балконом под треугольным фронтоном, а также скруглённый угол, украшенный пилястрами и балконом с узорчатой кованой решёткой на втором этаже. На этот перекрёсток узких средневековых улиц на уровне второго этажа были обращены сразу четыре балкона с ажурными коваными ограждениями, благодаря чему это место было известно в качестве одного из живописных городских пейзажей.
Некоторое время в доме жил поэт Яакко Ютейни.
После того как выборгский губернаторский дом был передан под размещение гофгерихта, в период с 1841 по 1862 год дом губернского правления снова выполнял прежние функции. Покои выборгского губернатора размещались на втором этаже, а первый занимали различные губернские учреждения. Здесь жили и работали губернаторы Ф. Х. Стевен, К. Г. Котен, А. Г. Теслев и Б. Э. Индрениус. В 1863 году здание, с 1862 года перешедшее в собственность семьи Теслевых, было перестроено по проекту архитектора И. Е. Иогансона. В дальнейшем в нём размещались коммерческие предприятия, наибольшую известность из которых получили вторая (после аптеки Готтфрида) городская аптека, работавшая с 1891 года на первом этаже, и занимавший помещения второго этажа ресторан «Функис» на шестьдесят мест. Через парадный вход под портиком посетители попадали в ресторан, а угловой вход предназначался для клиентов аптеки.
В результате советско-финских войн (1939—1944) эти предприятия были закрыты. В ходе послевоенного ремонта здание приспособлено под жилой дом, который к началу XXI века пришёл в аварийное состояние и в 2008 году расселён. В 2014 году был демонтирован угловой балкон, решётку с которого передали в дом-музей В. И. Ленина на хранение. Имеются планы по приспособлению здания под ремесленный двор.